# David Lewis (musicien)
Pour les articles homonymes, voir David Lewis et Lewis.
David Alan Lewis (né en 1960) est un trompettiste, pianiste et compositeur australien de jazz-pop originaire de Hamilton (Victoria).